# Dimerocostus cryptocalyx
Dimerocostus cryptocalyx är en enhjärtbladig växtart som beskrevs av N.R.Salinas och Julio Betancur. Dimerocostus cryptocalyx ingår i släktet Dimerocostus och familjen Costaceae. Inga underarter finns listade.